# Poecilominettia flavescens
Poecilominettia flavescens är en tvåvingeart som beskrevs av Edward Broadhead 1989. Poecilominettia flavescens ingår i släktet Poecilominettia och familjen lövflugor.
Artens utbredningsområde är Panama. Inga underarter finns listade i Catalogue of Life.